# Vääna-Posti
Vääna-Posti este o arie protejată (arie specială de conservare — SAC, sit de importanță comunitară — SCI) din Estonia întinsă pe o suprafață de 58,5 ha, integral pe uscat.

## Localizare
Centrul sitului Vääna-Posti este situat la coordonatele 59°22′02″N 24°30′09″E / 59.3672°N 24.5024°E.

## Înființare
Situl Vääna-Posti a fost declarat sit de importanță comunitară în mai 2009 pentru a proteja 1 specie de animale. Situl a fost protejat și ca arie specială de conservare în aprilie 2009.

## Biodiversitate
Situată în ecoregiunea boreală, aria protejată conține 1 habitat natural: Alvar nordic și șisturi calcaroase precambriene.
La baza desemnării sitului se află o specie protejată de  mamifere: liliac de iaz (Myotis dasycneme).
Pe lângă speciile protejate, pe teritoriul sitului au mai fost identificate 1 specie de amfibieni, 4 specii de mamifere.